# Rankwitz
Rankwitz er en by og kommune i det nordøstlige Tyskland, beliggende i Amt Usedom-Süd i den nordøstlige del af Landkreis Vorpommern-Greifswald. Landkreis Vorpommern-Greifswald ligger i delstaten Mecklenburg-Vorpommern. Rankwitz er beliggende på øen Usedom ved Østersøen.

## Geografi
Kommunen består af hele halvøen Lieper Winkel mellem Achterwasser og Peenestrom samt et område syd for halvøen, der er en del af skoven Usedomer Stadtforst. Byen Usedom ligger omkring 15 km syd for Rankwitz.
I kommunen ligger ud over Rankwitz, landsbyerne:
| - Grüssow - Krienke - Liepe - Quilitz | - Reestow - Suckow - Warthe |

## Eksterne kilder og henvisninger
- Wikimedia Commons har flere filer relateret til Rankwitz
- Kommunens websted
- Kommunens side  på amtets websted
- Befolkningsstatistik mm Arkiveret 19. oktober 2017 hos  Wayback Machine